# Nustera distigma
Nustera distigma là một loài bọ cánh cứng trong họ Cerambycidae.

## Hình ảnh

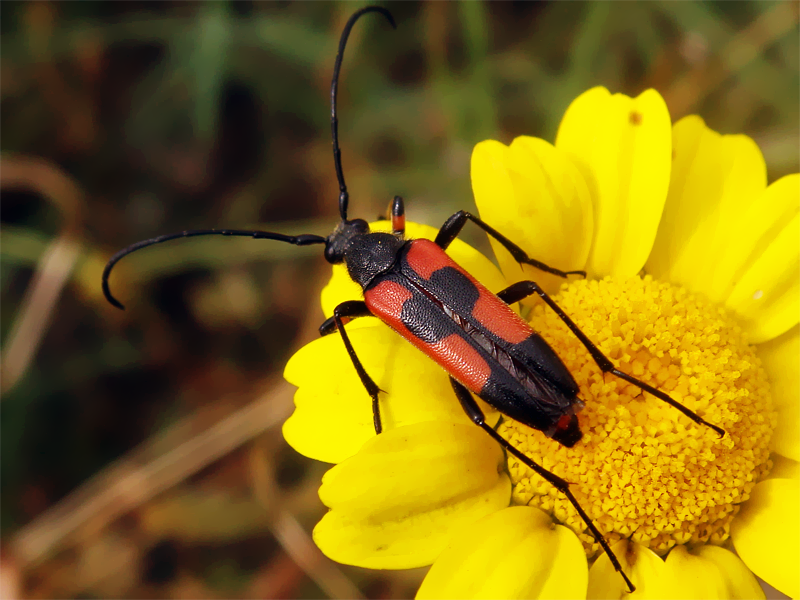
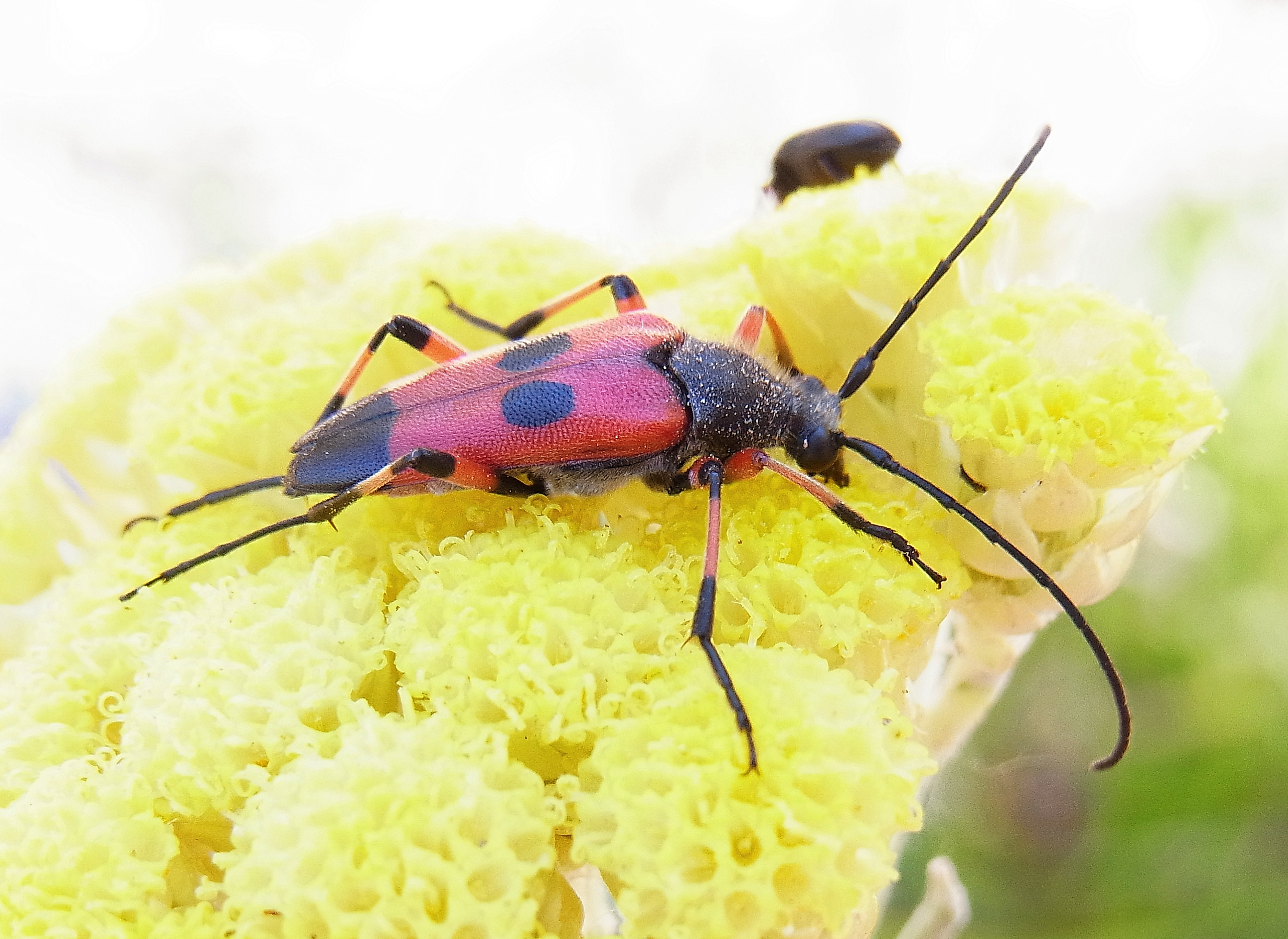